# Bãi Châu Nhai

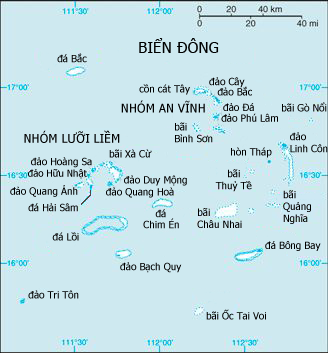
Quần đảo Hoàng Sa

Bãi Châu Nhai (tiếng Anh: Bremen Bank; tiếng Trung: 滨湄滩; bính âm: Bīnméi tān, Hán-Việt: Tân Mê than) là một bãi ngầm thuộc nhóm đảo An Vĩnh của quần đảo Hoàng Sa. Bãi này nằm cách đá Bông Bay khoảng 15 hải lý (27,8 km) về hướng bắc và cách bãi Thủy Tề khoảng 10 hải lý (18,5 km) về phía nam. Bãi nằm ở rìa của một rạn san hô vòng có đảo Linh Côn.
Bãi Châu Nhai là đối tượng tranh chấp giữa Việt Nam, Đài Loan và Trung Quốc. Vì là bãi ngầm hoàn toàn chìm sâu trên 11,4 m dưới mực nước biển, nên không một quốc gia nào thực sự kiểm soát bãi Châu Nhai, Trung Quốc kiểm soát vùng biển trên bãi ngầm này bằng các lệnh cấm biển hàng năm, nhưng ngư dân Việt Nam vẫn tham gia đánh bắt hải sản trên bãi ngầm và vùng biển xung quang đảo Linh Côn thuộc quần đảo Hoàng Sa, và tàu hải quân Hoa Kỳ những năm gần đây vẫn thường xuyên thực hiện các hoạt động tuần tra tự do hành hải (FONOP-Freedom of Navigation Operation in the South China Sea) tại vùng biển quanh quần đảo Hoàng Sa trong đó có vùng biển bãi Châu Nhai.

## Đặc điểm.
Bãi ngầm dài khoảng 14,5 hải lý (26,9 km). Nơi nông nhất là ở gần cực tây nam với độ sâu khoảng 11,4 m. Dưới đáy là cát san hô.